# ヴィアティン三重バレーボールチーム
ヴィアティン三重バレーボール（ヴィアティンみえバレーボール、英: Veertien Mie Volleyball）は、日本の男子バレーボールチーム。本拠地は三重県四日市市、津市、桑名市。鈴鹿市、川越町、朝日町とも提携している。2025-26シーズンはV.LEAGUE MEN西地区に所属。リーグ呼称はヴィアティン三重。

## 概要
チーム名の「ヴィアティン」（veertien）は14を意味するオランダ語で、三世代が集まるスポーツコミュニティを目指すことから命名された。なお、三重県のバレーボールチームがVリーグ機構及びその前身（日本リーグ、実業団リーグ）に加盟するのは、1989年にコスモ石油が千葉県に本拠地移転して以来となる。
三重県バレーボール協会による「国体成年男子 強化指定チーム」としての支援、地元企業によるスポンサードを受けながら活動を行っている。また、セカンドチームである「ヴィアティン三重セカンド四日市」と、アカデミーチームであるU-14のチームも保有しており、三重県におけるバレーボールの発展、更には老若男女共に一緒に楽しめるコミュニティの構築につなげている。
チームマスコットはライオンをモチーフにした「ヴィアくん」で、サッカー、バスケットボールと共通している。
2020年より女子チームも誕生している。

## 沿革
総合型スポーツクラブであるヴィアティンスポーツクラブは、2016年1月にバレーボールチームを発足。同年10月に準加盟申請を行い、12月21日のVリーグ機構理事会で準加盟内定が決定。2017/18シーズンからVチャレンジリーグIIに参戦する。
初参戦となった2017/18シーズンは、11勝7敗と勝ち越して4位に食い込む健闘を見せた。
2018年3月S3ライセンス（V3参入権）を取得し、2018-19シーズンよりV・チャレンジリーグに替わって誕生する新生V.LEAGUEのDivision3に参入となった。後にS2ライセンスを取得し、2019-20シーズンのDIVISION2参入が内定。Division3では準優勝を果たし、後に正式にDIVISION2昇格となった。
2019-20シーズン、DIVISION2（V2）でも善戦し、12チーム中6位と健闘するが、コロナウイルス感染予防対策によるリーグ打ち切りにより、津市で開催予定だった2日間のホームゲームの中止を余儀なくされ、チーム運営においてダメージを受けた。しかし、選手自身が動画を製作しSNSにアップするなどの積極的なSNS策が功を奏してか、スポンサー数が右肩上がりとなり、ダメージが緩和された。
2020年、学校法人高田学苑の協力を得て女子チームを発足。同法人は三重とこわか国体（2021年）に向けた強化指定チーム「みえ高田VCサラ」を運営していて、当面の間、両チームに所属できるようにするとのこと。
2021-22シーズン、チームは躍進し、V2で24勝4敗（不戦勝1、不戦敗1を含む）の好成績で3位となる。
2022年10月12日、V.LEAGUEのS1ライセンス取得が発表された。それにより、V2で2位以内に入ればV1昇格がかかるV・チャレンジマッチに出場できることとなった。

## 成績

### 主な成績
V.LEAGUE DIVISION2 MEN
- 優勝 なし
- 準優勝 なし

チャレンジリーグII、V.LEAGUE Division3
- 優勝 なし
- 準優勝 1回 (2018-19)

### 年度別成績

#### V・プレミアリーグ / V・チャレンジリーグ
| 所属         | 年度    | 最終 順位 | 参加 チーム数 | レギュラーラウンド | レギュラーラウンド | レギュラーラウンド | レギュラーラウンド | ポストシーズン | ポストシーズン | ポストシーズン |
| 所属         | 年度    | 最終 順位 | 参加 チーム数 | 順位               | 試合               | 勝                 | 敗                 | 試合           | 勝             | 敗             |
| ------------ | ------- | --------- | ------------- | ------------------ | ------------------ | ------------------ | ------------------ | -------------- | -------------- | -------------- |
| チャレンジII | 2017/18 | 4位       | 10チーム      | 4位                | 18                 | 11                 | 7                  | -              | -              | -              |

#### V.LEAGUE (2018-2024)
| 所属      | 年度    | 最終 順位 | 参加 チーム数 | レギュラーラウンド | レギュラーラウンド | レギュラーラウンド | レギュラーラウンド | ポストシーズン | ポストシーズン | ポストシーズン | 備考                     |
| 所属      | 年度    | 最終 順位 | 参加 チーム数 | 順位               | 試合               | 勝                 | 敗                 | 試合           | 勝             | 敗             | 備考                     |
| --------- | ------- | --------- | ------------- | ------------------ | ------------------ | ------------------ | ------------------ | -------------- | -------------- | -------------- | ------------------------ |
| DIVISION3 | 2018-19 | 準優勝    | 6チーム       | 2位                | 20                 | 17                 | 3                  | -              | -              | -              |                          |
| DIVISION2 | 2019-20 | 6位       | 12チーム      | 6位                | 20                 | 12                 | 8                  | -              | -              | -              |                          |
| DIVISION2 | 2020-21 | 7位       | 11チーム      | 7位                | 19                 | 9                  | 10                 | -              | -              | -              | 不戦勝4を含む。          |
| DIVISION2 | 2021-22 | 3位       | 15チーム      | 3位                | 28                 | 24                 | 4                  | -              | -              | -              | 不戦勝1、不戦敗1を含む。 |
| DIVISION2 | 2022-23 | 6位       | 10チーム      | 6位                | 27                 | 13                 | 14                 | -              | -              | -              |                          |

#### SV.LEAGUE / V.LEAGUE
| 所属     | 年度    | 最終 順位 | 参加 チーム数       | レギュラーラウンド | レギュラーラウンド | レギュラーラウンド | レギュラーラウンド | ポストシーズン | ポストシーズン | ポストシーズン | 備考 |
| 所属     | 年度    | 最終 順位 | 参加 チーム数       | 順位               | 試合               | 勝                 | 敗                 | 試合           | 勝             | 敗             | 備考 |
| -------- | ------- | --------- | ------------------- | ------------------ | ------------------ | ------------------ | ------------------ | -------------- | -------------- | -------------- | ---- |
| V.LEAGUE | 2024-25 | 準優勝    | 10チーム （西地区） | 1位                | 28                 | 25                 | 3                  | 2              | 1              | 1              |      |

## 選手・スタッフ(2025-26)

### 選手
| 背番号                                                       | 名前       | シャツネーム | 生年月日（年齢）       | 身長 | 国籍 | Pos   | 在籍年  | 前所属       | 備考         |
| ------------------------------------------------------------ | ---------- | ------------ | ---------------------- | ---- | ---- | ----- | ------- | ------------ | ------------ |
| 1                                                            | 落合一輝   | OCHIAI       | 1993年11月21日（31歳） | 185  | 日本 | OH    | 2016年- | 中京大学     |              |
| 2                                                            | 北田陽季   | KITADA       | 1995年10月24日（29歳） | 183  | 日本 | OP    | 2018年- | 大阪産業大学 |              |
| 5                                                            | 平野千尋   | HIRANO       | 2003年1月7日（22歳）   | 190  | 日本 | OP    | 2024年- | 中京大学     | 新人         |
| 7                                                            | 山下晃     | YAMASHITA    | 2000年8月3日（25歳）   | 180  | 日本 | OH/OP | 2024年- | 大分三好     |              |
| 9                                                            | 森垣拓真   | MORIGAKI     | 1998年11月27日（26歳） | 185  | 日本 | S     | 2021年- | 順天堂大学   |              |
| 10                                                           | 石橋幸大   | ISHIBASHI    | 2000年4月11日（25歳）  | 178  | 日本 | OP    | 2023年- | 大阪国際大学 |              |
| 12                                                           | 平田和聖   | HIRATA       | 2002年9月12日（22歳）  | 180  | 日本 | OH    | 2024年- | 駒澤大学     | 新人         |
| 13                                                           | 森垣陸     | RIKU         | 2001年8月23日（23歳）  | 187  | 日本 | OP    | 2024年- | 日本大学     | 副キャプテン |
| 15                                                           | 橋本拓磨   | HASHIMOTO    | 2002年8月15日（23歳）  | 171  | 日本 | L     | 2024年- | 国士舘大学   | 新人         |
| 16                                                           | 茂太隆次郎 | SHIGETA      | 2001年3月22日（24歳）  | 179  | 日本 | S     | 2025年- | つくば       | 移籍加入     |
| 17                                                           | 鳴海宏太   | NARUMI       | 1999年9月21日（25歳）  | 181  | 日本 | OH    | 2022年- | 中京大学     | キャプテン   |
| 18                                                           | 髙橋堅斗   | TAKAHASHI    | 2002年7月13日（23歳）  | 192  | 日本 | MB    | 2024年- | 東京学芸大学 | 新人         |
| 19                                                           | 端滉也     | HANA         | 2000年8月24日（24歳）  | 188  | 日本 | OP/OH | 2023年- | 国士舘大学   |              |
| 20                                                           | 上農涼介   | KAMINO       | 2002年7月23日（23歳）  | 184  | 日本 | MB    | 2024年- | 京都産業大学 | 新人         |
| 21                                                           | 永島雄大   | NAGASHIMA    | 2002年4月9日（23歳）   | 190  | 日本 | OP    | 2024年- | 明治大学     | 新人         |
| 23                                                           | 内本歩夢   | AYUMU        | 2001年5月8日（24歳）   | 166  | 日本 | L     | 2024年- | 東亜大学     |              |
| 24                                                           | 川村樹生   | KAWAMURA     | 2002年11月24日（22歳） | 188  | 日本 | MB    | 2024年- | 日本大学     | 新人         |
| 26                                                           | 本部翔太   | SHOTA        | 2001年12月26日（23歳） | 191  | 日本 | MB    | 2024年- | 愛知学院大学 |              |
| 27                                                           | 中村有晴   | YUSEI        | 2001年9月27日（23歳）  | 173  | 日本 | S     | 2024年- | 岐阜協立大学 | 副キャプテン |
| 30                                                           | 相川奏     | AIKAWA       | 2002年6月30日（23歳）  | 166  | 日本 | L     | 2024年- | 順天堂大学   | 新人         |
| 32                                                           | 杉本光希   | SUGIMOTO     | 2001年8月25日（23歳）  | 186  | 日本 | MB    | 2024年- | 岐阜協立大学 |              |
| 出典：チーム公式サイト Vリーグ公式サイト 更新：2025年6月13日 |            |              |                        |      |      |       |         |              |              |

### スタッフ
| 役職                                                                       | 名前       | 備考 |
| -------------------------------------------------------------------------- | ---------- | ---- |
| バレーボール事業部 ディレクター                                            | 椎葉誠     |      |
| バレーボール事業部 バイスディレクター                                      | 宮下遥     | 新任 |
| チームディレクター                                                         | 田中一彰   |      |
| 運営部長                                                                   | 和田幹雄   |      |
| 総務部長                                                                   | 山田太     |      |
| アシスタントディレクター                                                   | 米村尊     |      |
| 顧問                                                                       | 加藤雅規   |      |
| 相談役                                                                     | 池地武規   |      |
| ゼネラルマネージャー                                                       | 中尾聡     |      |
| ゼネラルマネージャー補佐                                                   | 亀田吉彦   |      |
| 監督                                                                       | 林田文弥   |      |
| テクニカルコーチ                                                           | 井口拓也   | 新任 |
| トレーナー                                                                 | 谷岡雅人   |      |
| トレーナー                                                                 | 柴山靖     |      |
| トレーナー                                                                 | 草深ことみ |      |
| マネージャー                                                               | 柿市唯     |      |
| マネージャー                                                               | 吉山恭大   |      |
| アナリスト                                                                 | 山田幹大   |      |
| 出典：新体制リリースチーム公式サイト Vリーグ公式サイト 更新：2025年8月15日 |            |      |

## ユニフォーム

### ユニフォームスポンサー
- 胸中央 :三交不動産株式会社
- 胸中央下部：近畿日本ツーリスト
- 胸中央下部：三重銀行
- 背中（大）：えびすや
- 背中（大）：桑名電気産業
- 胸（小）右：Forth Garden
- 右脇 : 竹中設備
- 左脇 : 打田塗装工業有限会社
- 右脇 : ことよ
- 左脇：前川商店
- 左腕：三重県バレーボール協会
- 左腕：愛知株式会社
- : AQuickLLC
- 右腕：タツミ産業
- 右腕：亀山スポーツ
- 右腕：ナガノスポーツ

### ユニフォームサプライヤー
- 2016年 - 現在 : ミズノ